# 소사중학교
소사중학교(素砂中學校)는 대한민국 경기도 부천시 소사구 소사본동에 있는 공립 중학교이다.

## 학교 연혁
- 1995년 3월 1일 : 초대 한정택 교장 취임
- 1995년 3월 1일 : 소사중학교 설립인가 (7학급)
- 1995년 3월 4일 : 개교식 (남 155명, 여 156명 계 311명)
- 1997년 2월 17일 : 제1회 졸업식(남 20명, 여 21명 계 41명)
- 2003년 6월 5일 : 지혜관(체육관, 급식실) 신축
- 2022년 3월 1일 : 제11대 안상임 교장 취임
- 2024년 1월 4일 : 제28회 졸업식(196명, 총 졸업생 수 9,116명)
- 2024년 3월 4일 : 제31회 입학식(148명)

## 참고 자료
- 소사중학교 - 한국교육학술정보원 학교알리미